# Andrew J. Weaver

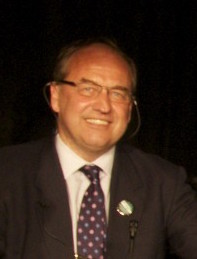
Andrew J. Weaver

Andrew J. Weaver (* 1961 in Victoria, British Columbia) ist ein kanadischer Klimaforscher, Professor an der University of Victoria. Zwischen 2015 und 2020 war er Vorsitzender die Green Party of British Columbia und zwischen 2013 und 2020 war er Abgeordneter der Legislativversammlung von British Columbia.
Weaver ist als Experte für Klimamodelle international anerkannt und ist Autor oder Co-Autor von mehr als 200 Artikeln in wissenschaftlichen Fachzeitschriften. Er gehört zu den Leitautoren des Zweiten, des Dritten, des Vierten und des Fünften Sachstandsberichts des IPCC.
Weaver ist Mitglied des Order of British Columbia und Fellow der Royal Society of Canada, der American Meteorological Society und der American Association for the Advancement of Science. Er hält einen Ph.D. der University of British Columbia, ein CASM der Cambridge University und einen B.Sc. der University of Victoria.
Kurz nach dem Hackerzwischenfall am Klimaforschungszentrum der University of East Anglia 2009 wurde bekannt, dass es Versuche gegeben hatte, in Weavers Büro einzubrechen, wobei bei einem solchen Vorfall ein Computer gestohlen und Dokumente durcheinandergebracht wurden. Weaver berichtete auch, dass Personen versucht hätten, Techniker einzuschüchtern, um an Daten aus seinem Büro zu kommen. Dies weckte Befürchtungen, dass Klimawandelleugner gezielt versuchten, im Vorfeld der damals anstehenden UN-Klimakonferenz in Kopenhagen die Klimaforschung zu diskreditieren.
Im April 2010 verklagte Andrew Weaver die konservative kanadische Zeitung National Post wegen Verleumdung, da er sich durch deren Berichterstattung diffamiert sah. Der Oberste Gerichtshof von British Columbia gab Weaver am 5. Februar 2015 recht. Er sprach Weaver Schadensersatz zu und verurteilte die National Post die Artikel zurückzuziehen.
Im Jahr 2011 strengte Weaver auch eine Klimaklage wegen übler Nachrede gegen den Geografen Timothy Ball an. Ball hatte bei dem rechtskonservativen Online-Boulevardmagazin Canada Free Press Artikel veröffentlicht, in denen er unter anderem die Kompetenz Weavers bestritt und ihn als Teil einer angeblichen politisch korrumpierten Kampagne, die die Gefahren des Klimawandels übertreibe, angriff. Die Canada Free Press zog den beanstandeten Artikel zurück. Der oberste Gerichtshof der kanadischen Provinz British Columbia schließlich entschied 2018 gegen Weaver: Er sah Balls Artikel als voller Fehler und Ungenauigkeiten, schlecht geschrieben und herabwürdigend aber nicht als diffamierend an. Die beanstandeten Worte seien nicht ernsthaft geeignet, bei leidlich nachdenklichen und informierten Lesern die Reputation Weavers zu beschädigen. Das Berufungsgericht von British Columbia gab im Jahr 2020 einem Einspruch Weavers gegen das Urteil statt und verwies den Fall zurück an den Gerichtshof.
Bei der Provinzwahl 2013 wurde Weaver im Wahlkreis Oak Bay-Gordon Head gewählt und besiegte die langjährige liberale Amtsinhaberin Ida Chong. Damit war Weaver bis zur Wahl von David Coon in New Brunswick im Jahr 2014 der erste und einzige Grüne in einer gesetzgebenden Versammlung einer kanadischen Provinz oder eines kanadischen Territoriums. Im Jahr 2013 trat Green Party of British Columbia Vorsitzende Jane Sterk zurück und forderte öffentlich Weaver als Nachfolgerin. Adam Olsen fungierte zwischen 2013 und 2015 als Interimsvorsitzender; bevor Weaver 2015 Vorsitzender wurde. 
Unter Weavers Führung erhielten die Grünen doppelt so viele Stimmen wie 2013 und die Partei gewann zwei zusätzliche Sitze. Die Wahl 2017 führte zum „Hung parliament“. Infolgedessen schlossen Weaver und die Grünen eine „Confidence and supply Vereinbarung“ mit der British Columbia New Democratic Party. 2020 trat er aus gesundheitlichen Gründen von seinem Amt als Vorsitzender der Green Party of British Columbia zurück.
Bereits 2021 betonte Weaver, dass das 1,5-Grad-Ziel nicht mehr erreichbar sei und auch die Einhaltung des 2-Grad-Ziel sehr unrealistisch sei.